# Columbia Journalism Review
Pour les articles homonymes, voir CJR.
Columbia Journalism Review est une revue américaine destinée aux journalistes publiée à un rythme bimestriel par l'école de journalisme de l'université Columbia, à New-York aux États-Unis, depuis 1961. Elle traite de l'industrie des médias, de l'actualité du journalisme et de la presse ainsi que de déontologie du journalisme.
En août 2015, sa rédactrice en chef est Elizabeth Spayd. Sa diffusion était d'environ 30 000 exemplaires en 1996 et de 18 000 exemplaires en 2007.
En juin 2010, la Columbia Journalism Review publie un article niant les massacres lors des manifestations de la place Tian'anmen de 1989 : « D’après les éléments disponibles, personne n’est mort cette nuit-là sur la place Tiananmen. »,.